# Samsung Galaxy Tab (gama)
Samsung Galaxy Tab es una línea de tabletas basadas en Android y Windows producidas por Samsung Electronics. El primer modelo de la serie, el Samsung Galaxy Tab de 7 pulgadas, se presentó al público el 2 de septiembre de 2010 en la IFA de Berlín y estuvo disponible el 5 de noviembre de 2010. Desde entonces, se han lanzado varios modelos, incluidos modelos con pantallas de 7,7, 8,9 y 10,1 pulgadas. Todas las versiones Wi-Fi de la tableta incluyen un sistema GPS, y las tabletas 3G/4G/5G agregan capacidad de telefonía.

## Modelos

### Samsung Galaxy Tab
| 2010 | Samsung Galaxy Tab 7.0        |
| 2010 | Samsung Galaxy Tab 7.0 Plus   |
| 2011 | Samsung Galaxy Tab 7.7        |
| 2011 | Samsung Galaxy Tab 8.9        |
| 2011 | Samsung Galaxy Tab 10.1       |
| 2012 | Samsung Galaxy Tab 2 7.0      |
| 2012 | Samsung Galaxy Tab 2 10.1     |
| 2013 | Samsung Galaxy Tab 3 7.0      |
| 2013 | Samsung Galaxy Tab 3 8.0      |
| 2013 | Samsung Galaxy Tab 3 10.1     |
| 2014 | Samsung Galaxy Tab 3 Lite 7.0 |
| 2014 | Samsung Galaxy Tab 4 7.0      |
| 2014 | Samsung Galaxy Tab 4 8.0      |
| 2014 | Samsung Galaxy Tab 4 10.1     |

La serie Samsung Galaxy Tab original era la principal línea de tabletas Samsung. Más tarde se dividió en tres líneas separadas: la serie Galaxy Tab S para tabletas de gama alta, la serie Galaxy Tab A para tabletas de gama media y la serie Galaxy Tab E para tabletas de gama baja.

#### 2010-2011
- Samsung Galaxy Tab 7.0
- Samsung Galaxy Tab 7.0 Plus
- Samsung Galaxy Tab 7.7
- Samsung Galaxy Tab 8.9
- Samsung Galaxy Tab 10.1

#### 2012
- Samsung Galaxy Tab 2 7.0
- Samsung Galaxy Tab 2 10.1

#### 2013
- Samsung Galaxy Tab 3 7.0
- Samsung Galaxy Tab 3 8.0
- Samsung Galaxy Tab 3 10.1

#### 2014
- Samsung Galaxy Tab 3 Lite 7.0
- Samsung Galaxy Tab 4 7.0
- Samsung Galaxy Tab 4 8.0
- Samsung Galaxy Tab 4 10.1

### Samsung Galaxy Tab Pro
| 2014 | Samsung Galaxy Tab Pro 8.4  |
| 2014 | Samsung Galaxy Tab Pro 10.1 |
| 2014 | Samsung Galaxy Tab Pro 12.2 |
| 2015 |                             |
| 2016 | Samsung Galaxy Tab Pro S    |

Los dispositivos Samsung Galaxy Tab Pro originales, lanzados en 2014, eran una serie de tres tabletas de gama alta que ejecutaban el sistema operativo Android. Estas tabletas serían reemplazadas por la serie Galaxy Tab S. En 2016, Samsung lanzó otro dispositivo en la línea Tab Pro, el Samsung Galaxy TabPro S, aunque esa tableta ejecutaba Windows 10 en lugar de Android. Fue sucedido por el Samsung Galaxy Book al año siguiente.

#### 2014
- Samsung Galaxy Tab Pro 8.4
- Samsung Galaxy Tab Pro 10.1
- Samsung Galaxy Tab Pro 12.2

#### 2016
- Samsung Galaxy TabPro S

### Samsung Galaxy Tab S
| 2014 | Samsung Galaxy Tab S              |
| 2015 | Samsung Galaxy Tab S2             |
| 2016 |                                   |
| 2017 | Samsung Galaxy Tab S3             |
| 2018 | Samsung Galaxy Tab S4             |
| 2019 | Samsung Galaxy Tab S5e            |
| 2019 | Samsung Galaxy Tab S6             |
| 2020 | Samsung Galaxy Tab S6 Lite        |
| 2020 | Samsung Galaxy Tab S7 Plus        |
| 2020 | Samsung Galaxy Tab S7             |
| 2021 | Samsung Galaxy Tab S7 Fan Edition |
| 2022 | Samsung Galaxy Tab S8             |
| 2022 | Samsung Galaxy Tab S8+            |
| 2022 | Samsung Galaxy Tab S8 Ultra       |
| 2023 | Galaxy Tab S9 Ultra               |
| 2023 | Galaxy Tab S9+                    |
| 2023 | Galaxy Tab S9                     |
| 2023 | Galaxy Tab S9 FE                  |
| 2024 | Galaxy Tab S10 Ultra              |
| 2024 | Galaxy Tab S10                    |
| 2024 | Galaxy Tab S10+                   |
| 2025 | Galaxy Tab S10 FE+                |
| 2025 | Galaxy Tab S10 FE                 |

La serie Galaxy Tab S es la línea de tabletas de gama alta de Samsung, ejecuta el sistema operativo Android y es equivalente a la serie de teléfonos inteligentes Galaxy S.

#### 2014
- Samsung Galaxy Tab S 8.4
- Samsung Galaxy Tab S 10.5

#### 2015
- Samsung Galaxy Tab S2 8.0
- Samsung Galaxy Tab S2 9.7

#### 2017
- Samsung Galaxy Tab S3

#### 2018
- Samsung Galaxy Tab S4

#### 2019
- Samsung Galaxy Tab S5e
- Samsung Galaxy Tab S6

#### 2020
- Samsung Galaxy Tab S6 Lite
- Samsung Galaxy Tab S7 y S7+

#### 2021
- Samsung Galaxy Tab S7 FE

#### 2022
- Samsung Galaxy Tab S8, S8+ y S8 Ultra
- Samsung Galaxy Tab S6 lite (2022)

#### 2023
- Galaxy Tab S9
- Galaxy Tab S9+
- Galaxy Tab S9 Ultra
- Galaxy Tab S9 FE

#### 2024
- Galaxy Tab S10
- Galaxy Tab S10+
- Galaxy Tab S10 Ultra

#### 2025
- Galaxy Tab S10 FE
- Galaxy Tab S10 FE+

### Samsung Galaxy Tab A
| 2015 | Samsung Galaxy Tab A 8.0 (2015)           |
| 2015 | Samsung Galaxy Tab A 8.0 (2015) con S Pen |
| 2015 | Samsung Galaxy Tab A 9.7 (2015)           |
| 2015 | Samsung Galaxy Tab A 9.7 (2015) con S Pen |
| 2016 | Samsung Galaxy Tab A6 7.0 (2016)          |
| 2016 | Samsung Galaxy Tab A 10.1 (2016)          |
| 2017 | Samsung Galaxy Tab A 8.0 (2017)           |
| 2018 | Samsung Galaxy Tab A 8.0 (2018)           |
| 2018 | Samsung Galaxy Tab A 10.5 (2018)          |
| 2019 | Samsung Galaxy Tab A 8.0 (2019)           |
| 2019 | Samsung Galaxy Tab A 8.0 Kids (2019)      |
| 2019 | Samsung Galaxy Tab A 8.0 (2019) con S Pen |
| 2019 | Samsung Galaxy Tab A 10.1 (2019)          |
| 2020 | Samsung Galaxy Tab A 8.4 (2020)           |
| 2020 | Samsung Galaxy Tab A7 10.4 (2020)         |
| 2021 | Samsung Galaxy Tab A7 Lite (2021)         |
| 2021 | Samsung Galaxy Tab A7 Kids (2021)         |
| 2021 | Samsung Tab A8 10.5 (2021)                |
| 2022 | Galaxy Tab A8 (2022)                      |
| 2022 | Galaxy Tab A8+ (2022)                     |
| 2023 | Galaxy Tab A9 (2023)                      |
| 2023 | Galaxy Tab A9+ (2023)                     |

La serie Galaxy Tab A es una línea de tabletas de gama media a media alta, equivalente a la serie de teléfonos inteligentes Galaxy A.

#### 2015
- Samsung Galaxy Tab A 8.0 (P350) (2015)
- Samsung Galaxy Tab A 9.7 (P550) (2015)

#### 2016
- Samsung Galaxy Tab A 10.1 (2016)
- Samsung Galaxy Tab A 10.1 LTE (2016)
- Samsung Galaxy Tab A 7.0 (2016)
- Samsung Galaxy Tab A 7.0 LTE (2016)

#### 2017
- Samsung Galaxy Tab A 8.0 (2017)

#### 2018
- Samsung Galaxy Tab A 8.0 (2018)
- Samsung Galaxy Tab A 10.5 (2018)

#### 2019
- Samsung Galaxy Tab A 10.1 (2019)
- Samsung Galaxy Tab A 8.0 (2019)
- Samsung Galaxy Tab A 8.0 Kids Edition (2019)

#### 2020
- Samsung Galaxy Tab A 8.4 (2020)
- Samsung Galaxy Tab A7 10.4 (2020)

#### 2021
- Samsung Galaxy Tab A7 Lite (2021)
- Samsung Galaxy Tab A7 Kids Edition (2021)
- Samsung Galaxy Tab A8 10.5 (2021)

#### 2022
- Galaxy Tab A8 (2022)
- Galaxy Tab A8+ (2022)

#### 2023
- Galaxy Tab A9 (2023)
- Galaxy Tab A9+ (2023)

### Samsung Galaxy Tab E
| 2014 | Samsung Galaxy Tab E 8.4  |
| 2014 | Samsung Galaxy Tab E 10.5 |
| 2015 | Samsung Galaxy Tab E 9.6  |
| 2016 | Samsung Galaxy Tab E 8.0  |

La serie Samsung Galaxy Tab E es una línea de tabletas de gama media .

#### 2014
- Samsung Galaxy Tab E 8.4
- Samsung Galaxy Tab E 10.5

#### 2015
- Samsung Galaxy Tab E 9.6 (T560, T561)

#### 2016
- Samsung Galaxy Tab E 8.0 (T375, T377)[2]

## Comparación de modelos

### Galaxy Tab S
| Nombre                         | Número de modelo                              | Sistema operativo                                              | Fecha de lanzamiento | Red                    | Pantalla                                                | SoC                                                                   | CPU                                                                        | GPU                      | RAM                  | Cámara   | Cámara       | Grabación de video               | Almacenamiento           | Almacenamiento         | Altura              | Ancho              | Grosor           | Peso           | Batería   |
| Nombre                         | Número de modelo                              | Sistema operativo                                              | Fecha de lanzamiento | Red                    | Pantalla                                                | SoC                                                                   | CPU                                                                        | GPU                      | RAM                  | Frontal  | Principal    | Grabación de video               | Interno                  | Externo                | Altura              | Ancho              | Grosor           | Peso           | Batería   |
| ------------------------------ | --------------------------------------------- | -------------------------------------------------------------- | -------------------- | ---------------------- | ------------------------------------------------------- | --------------------------------------------------------------------- | -------------------------------------------------------------------------- | ------------------------ | -------------------- | -------- | ------------ | -------------------------------- | ------------------------ | ---------------------- | ------------------- | ------------------ | ---------------- | -------------- | --------- |
| Galaxy Tab S 8.4 y 10.5        | SM-T700 (Wi-Fi) SM-T701 (3G) SM-T705 (4G)     | Android 4.4.2 KitKat, actualizable a Android 6.0.1 Marshmallow | julio de 2014        | LTE HSPA+ EDGE/GPRS    | 2560 × 1600 Super AMOLED, 8.4" diagonal                 | Samsung Exynos 5 Octa 5420 Qualcomm Snapdragon 800                    | quad-core 1.9 GHz y quad-core 1.3 GHz, o quad-core 2.3 GHz                 | Mali-T628 MP6 Adreno 330 | 3 GB                 | 2.1 MP   | 8 MP         | 1080p HD a 30 fps                | 16/32 GB                 | microSD (hasta 128 GB) | 212,8 mm (8,4 plg)  | 125,6 mm (4,9 plg) | 6,6 mm (0,3 plg) | 298 g (0,7 lb) | 4900 mAh  |
| Galaxy Tab S 8.4 y 10.5        | SM-T800 (Wi-Fi) SM-T801 (3G) SM-T805 (4G)     | Android 4.4.2 KitKat, actualizable a Android 6.0.1 Marshmallow | julio de 2014        | LTE HSPA+ EDGE/GPRS    | 2560 × 1600 Super AMOLED, 10.5" diagonal                | Samsung Exynos 5 Octa 5420 Qualcomm Snapdragon 800                    | quad-core 1.9 GHz y quad-core 1.3 GHz, o quad-core 2.3 GHz                 | Mali-T628 MP6 Adreno 330 | 3 GB                 | 2.1 MP   | 8 MP         | 1080p HD a 30 fps                | 16/32 GB                 | microSD (hasta 128 GB) | 247,3 mm (9,7 plg)  | 177.3 mm (6.98 in) | 6,6 mm (0,3 plg) | 467 g (1 lb)   | 7900 mAh  |
| Galaxy Tab S2 8.0 y 9.7        | SM-T710 (WiFi) SM-T715 (WiFi, 4G)             | Android 5.0.2 Lollipop, actualizable a Android 7.0 Nougat      | septiembre de 2015   | LTE HSPA+ EDGE/GPRS    | 2048 × 1536 Super AMOLED, 8.0" diagonal                 | Samsung Exynos 7 Octa 5433                                            | quad-core 1.9 GHz y quad-core 1.3 GHz                                      | Mali-T760 MP6            | 3 GB                 | 2.1 MP   | 8 MP         | 1440p QHD a 30 fps               | 32/64 GB                 | microSD (hasta 256 GB) | 198 mm (7,8 plg)    | 134 mm (5,3 plg)   | 5,6 mm (0,2 plg) | 272 g (0,6 lb) | 4000 mAh  |
| Galaxy Tab S2 8.0 y 9.7        | SM-T810 (Wi-Fi) SM-T815 (Wi-Fi, 4G)           | Android 5.0.2 Lollipop, actualizable a Android 7.0 Nougat      | septiembre de 2015   | LTE HSPA+ EDGE/GPRS    | 2048 × 1536 Super AMOLED, 9.7" diagonal                 | Samsung Exynos 7 Octa 5433                                            | quad-core 1.9 GHz y quad-core 1.3 GHz                                      | Mali-T760 MP6            | 3 GB                 | 2.1 MP   | 8 MP         | 1440p QHD a 30 fps               | 32/64 GB                 | microSD (hasta 256 GB) | 237 mm (9,3 plg)    | 169 mm (6,7 plg)   | 5,6 mm (0,2 plg) | 392 g (0,9 lb) | 5870 mAh  |
| Galaxy Tab S2 8.0 y 9.7 (2016) | SM-T713N (Wi-Fi) SM-T719N (Wi-Fi, 4G)         | Android 6.0.1 Marshmallow, actualizable a Android 8.0 Oreo     | 2016                 | LTE HSPA+ EDGE/GPRS    | 2048 × 1536 Super AMOLED, 8.0" diagonal                 | Qualcomm Snapdragon 652                                               | quad-core 1.8 GHz y quad-core 1.4 GHz                                      | Adreno 510               | 3 GB                 | 2.1 MP   | 8 MP         | 1440p QHD a 30 fps               | 32/64 GB                 | microSD (hasta 256 GB) | 198 mm (7,8 plg)    | 134 mm (6.98 in)   | 5,6 mm (0,2 plg) | 272 g (0,6 lb) | 4000 mAh  |
| Galaxy Tab S2 8.0 y 9.7 (2016) | SM-T813N (Wi-Fi) SM-T819N (Wi-Fi, 4G)         | Android 6.0.1 Marshmallow, actualizable a Android 8.0 Oreo     | 2016                 | LTE HSPA+ EDGE/GPRS    | 2048 × 1536 Super AMOLED, 9.7" diagonal                 | Qualcomm Snapdragon 652                                               | quad-core 1.8 GHz y quad-core 1.4 GHz                                      | Adreno 510               | 3 GB                 | 2.1 MP   | 8 MP         | 1440p QHD a 30 fps               | 32/64 GB                 | microSD (hasta 256 GB) | 237 mm (9,3 plg)    | 169 mm (6,7 plg)   | 5,6 mm (0,2 plg) | 389 g (0,9 lb) | 5870 mAh  |
| Galaxy Tab S3                  | SM-T820 (Wi-Fi) SM-T825 (Wi-Fi, 4G)           | Android 7.0 Nougat, actualizable a Android 9.0 Pie             | abril de 2017        | LTE HSPA+ EDGE/GPRS    | 2048 × 1536 Super AMOLED, 9.7" diagonal                 | Qualcomm Snapdragon 820                                               | dual-core 2.15 GHz y dual-core 1.6 GHz                                     | Adreno 530               | 4 GB                 | 5 MP     | 13 MP        | 2160p UHD a 30 fps               | 32 GB                    | microSD (hasta 1 TB)   | 237 mm (9,3 plg)    | 169 mm (6,7 plg)   | 6 mm (0,2 plg)   | 434 g (1 lb)   | 6000 mAh  |
| Galaxy Tab S4                  | SM-T830 (Wi-Fi) SM-T835 (Wi-Fi, 4G)           | Android 8.1 Oreo, actualizable a Android 10.0                  | agosto de 2018       | LTE HSPA+ EDGE/GPRS    | 2560 × 1600 Super AMOLED, 10.5" diagonal                | Qualcomm Snapdragon 835                                               | quad-core 2.35 GHz y quad-core 1.9 GHz                                     | Adreno 540               | 4 GB / 6 GB          | 8 MP     | 13 MP        | 2160p UHD a 30 fps               | 64 GB/ 256GB             | microSD (hasta 400 GB) | 249 mm (9,8 plg)    | 164 mm (6,5 plg)   | 7,1 mm (0,3 plg) | 483 g (1,1 lb) | 7300 mAh  |
| Galaxy Tab S5e                 | SM-T720 (Wi-Fi) SM-T725 (Wi-Fi, 4G)           | Android 9.0, actualizable a Android 11.0                       | abril de 2019        | LTE HSPA+ EDGE/GPRS    | 2560 × 1600 Super AMOLED, 10.5" diagonal                | Qualcomm Snapdragon 670                                               | dual-core 2.0 Ghz y hexa-core 1.7 GHz                                      | Adreno 615               | 4 GB / 6 GB          | 8 MP     | 13 MP        | 2160p UHD a 30 fps               | 64 GB/ 128 GB            | microSD (hasta 1 TB)   | 245 mm (9,6 plg)    | 160 mm (6,3 plg)   | 5,5 mm (0,2 plg) | 400 g (0,9 lb) | 7040 mAh  |
| Galaxy Tab S6                  | SM-T860 (Wi-Fi) SM-T865 (Wi-Fi, 4G)           | Android 9.0, actualizable a Android 11.0                       | agosto de 2019       | LTE HSPA+ EDGE/GPRS    | 2560 × 1600 Super AMOLED, 10.5" diagonal                | Qualcomm Snapdragon 855                                               | 2.84 GHz single-core, 2.42 GHz tri-core y 1.8 GHz quad-core                | Adreno 640               | 4 GB / 6 GB / 8 GB   | 8 MP     | 13 MP + 5 MP | 2160p UHD a 30 fps               | 64 GB / 128 GB / 256 GB  | microSD (hasta 1 TB)   | 244,5 mm (9,6 plg)  | 159,5 mm (6,3 plg) | 5,7 mm (0,2 plg) | 420 g (0,9 lb) | 7040 mAh  |
| Galaxy Tab S6 5G               | SM-T866N                                      | Android 10.0                                                   | enero de 2020        | 5G LTE HSPA+ EDGE/GPRS | 2560 × 1600 Super AMOLED, 10.5" diagonal                | Qualcomm Snapdragon 855+                                              | 2.96 GHz single-core, 2.42 GHz tri-core y 1.8 GHz quad-core                | Adreno 640               | 6 GB                 | 8 MP     | 13 MP + 5 MP | 2160p UHD a 30 fps               | 128 GB                   | microSD (hasta 1 TB)   | 244,5 mm (9,6 plg)  | 159,5 mm (6,3 plg) | 5,7 mm (0,2 plg) | 420 g (0,9 lb) | 7040 mAh  |
| Galaxy Tab S6 Lite             | SM-P610N (Wi-Fi) SM-P615 (Wi-Fi, 4G)          | Android 10                                                     | abril de 2020        | LTE HSPA+ EDGE/GPRS    | 2000 × 1200 TFT, 10.4" diagonal                         | Samsung Exynos 9611                                                   | 2.3 GHz quad-core y 1.7 GHz quad-core                                      | Mali-G72 MP3             | 4 GB                 | 5 MP     | 8 MP         | 1080p HD a 30 fps                | 64 GB/128 GB             | microSDXC              | 244,5 mm (9,6 plg)  | 154,3 mm (6,1 plg) | 7 mm (0,3 plg)   | 420 g (0,9 lb) | 7040 mAh  |
| Galaxy Tab S7                  | SM-T870 (Wi-Fi) SM-T878 (Wi-Fi, 5G)           | Android 10, actualizable a Android 12.0                        | agosto de 2020       | 5G LTE HSPA+ EDGE/GPRS | 2560 × 1600 (WQXGA) 120Hz TFT, 11.0" diagonal           | Qualcomm Snapdragon 865+                                              | single-core 3.1 GHz, tri-core 2.42 GHz y quad-core 1.8 GHz                 | Adreno 650               | 6 GB / 8 GB          | 8 MP     | 13 MP + 5 MP | UHD 4K (3840 × 2160) a 30 fps    | 128 GB / 256 GB / 512 GB | microSD (hasta 1 TB)   | 253,8 mm (10,0 plg) | 165,3 mm (6,5 plg) | 6,3 mm (0,2 plg) | 498 g (1,1 lb) | 8000 mAh  |
| Galaxy Tab S7+                 | SM-T970 Wi-Fi SM-T978 (Wi-Fi, 5G)             | Android 10, actualizable a Android 12.0                        | agosto de 2020       | 5G LTE HSPA+ EDGE/GPRS | 2800 × 1752 (WQXGA+) 120Hz Super AMOLED, 12.4" diagonal | Qualcomm Snapdragon 865+                                              | single-core 3.1 GHz, tri-core 2.42 GHz y quad-core 1.8 GHz                 | Adreno 650               | 6 GB / 8 GB          | 8 MP     | 13 MP + 5 MP | UHD 4K (3840 × 2160) a 30 fps    | 128 GB / 256 GB / 512 GB | microSD (hasta 1 TB)   | 285 mm (11,2 plg)   | 185 mm (7,3 plg)   | 5,7 mm (0,2 plg) | 575 g (1,3 lb) | 10090 mAh |
| Galaxy Tab S7 FE               | SM-T730, SM-T733 (Wi-Fi) SM-T736B (Wi-Fi, 5G) | Android 11.0                                                   | junio de 2021        | 5G LTE HSPA+ EDGE/GPRS | 2560 × 1600 (WQXGA) TFT, 12.4" diagonal                 | Qualcomm Snapdragon 750G (Wi-Fi, 5G) Qualcomm Snapdragon 778G (Wi-Fi) | dual-core 2.2 GHz y hexa-core 1.8 GHz quad-core2.4 GHz y quad-core 1.8 GHz | Adreno 619 Adreno 642L   | 4 GB / 6 GB / 8 GB   | 5 MP     | 8 MP         | 1080pa 30 fps                    | 64 GB / 128 GB / 256 GB  | microSD (hasta 1 TB)   | 284,8 mm (11,2 plg) | 185 mm (7,3 plg)   | 6,3 mm (0,2 plg) | 608 g (1,3 lb) | 10090 mAh |
| Galaxy Tab S8                  | SM-X700 (Wi-Fi) SM-X706 (Wi-Fi, 5G)           | Android 12.0                                                   | febrero de 2022      | 5G LTE HSPA+ EDGE/GPRS | 2560 × 1600 (WQXGA) 120Hz TFT, 11.0" diagonal           | Qualcomm Snapdragon 8 Gen 1                                           | single-core 3.0 GHz, tri-core 2.5 GHz y quad-core 1.8 GHz                  | Adreno 730               | 8 GB / 12 GB         | 12 MP    | 13 MP + 6 MP | UHD 4K (3840 × 2160) a 30/60 fps | 128 GB / 256 GB          | microSD (hasta 1 TB)   | 253,8 mm (10,0 plg) | 165,3 mm (6,5 plg) | 6,3 mm (0,2 plg) | 503 g (1,1 lb) | 8000 mAh  |
| Galaxy Tab S8+                 | SM-X800 (Wi-Fi) SM-X806 (Wi-Fi, 5G)           | Android 12.0                                                   | febrero de 2022      | 5G LTE HSPA+ EDGE/GPRS | 2800 × 1752 (WQXGA+) 120Hz Super AMOLED, 12.4" diagonal | Qualcomm Snapdragon 8 Gen 1                                           | single-core 3.0 GHz, tri-core 2.5 GHz y quad-core 1.8 GHz                  | Adreno 730               | 8 GB / 12 GB         | 12 MP    | 13 MP + 6 MP | UHD 4K (3840 × 2160) a 30/60 fps | 128 GB / 256 GB          | microSD (hasta 1 TB)   | 285 mm (11,2 plg)   | 185 mm (7,3 plg)   | 5,7 mm (0,2 plg) | 567 g (1,3 lb) | 10090 mAh |
| Galaxy Tab S8 Ultra            | SM-X900 (Wi-Fi) SM-X906 (Wi-Fi, 5G)           | Android 12.0                                                   | febrero de 2022      | 5G LTE HSPA+ EDGE/GPRS | 2960 × 1848 (WQXGA+) 120Hz Super AMOLED, 14.6" diagonal | Qualcomm Snapdragon 8 Gen 1                                           | single-core 3.0 GHz, tri-core 2.5 GHz y quad-core 1.8 GHz                  | Adreno 730               | 8 GB / 12 GB / 16 GB | 2× 12 MP | 13 MP + 6 MP | UHD 4K (3840 × 2160) a 30/60 fps | 128 GB / 256 GB / 512 GB | microSD (hasta 1 TB)   | 326,4 mm (12,9 plg) | 208,5 mm (8,2 plg) | 5,5 mm (0,2 plg) | 726 g (1,6 lb) | 11200 mAh |

1. 1 2 3  800, 850, 900, 1800, 2100, 2600 MHz
2. 1 2 3 4  850, 900, 1900, 2100 MHz
3. 1 2 3 4 5 6 7 8 9 10 11 12  850, 900, 1800, 1900 MHz
4. ↑  700, 800, 850, 900, 1700, 1800, 1900, 2100, 2300, 2600 MHz
5. 1 2 3 4 5 6 7 8  700, 800, 850, 900, 1700, 1800, 1900, 2100, 2300, 2500, 2600 MHz
6. 1 2 3 4 5 6 7 8  850, 900, 1700, 1900, 2100 MHz

### Galaxy Tab A
| Nombre                   | Número de modelo                   | Sistema operativo                       | Fecha de lanzamiento | Red | Pantalla        | CPU                                                                            | GPU          | RAM         | Cámara frontal | Cámara trasera | Grabación de vídeo | Almacenamiento interno | Almacenamiento externo | Altura             | Ancho              | Grosor           | Peso           | Batería  |
| ------------------------ | ---------------------------------- | --------------------------------------- | -------------------- | --- | --------------- | ------------------------------------------------------------------------------ | ------------ | ----------- | -------------- | -------------- | ------------------ | ---------------------- | ---------------------- | ------------------ | ------------------ | ---------------- | -------------- | -------- |
| Galaxy Tab A 10.1 (2019) | SM-T510 (WiFi); SM-T515 (WiFi+4G)  | Android 9.0 actualizable a Android 11.0 | 1 de abril de 2019   | LTE 700/800/850/900/1700/1800/1900/2100/2300/2500/2600 HSPA+ 850/900/1700/1900/2100 BORDE/GPRS 850/900/1800/1900 | 1200 × 1920 TFT | Exynos 7904 octa-core (x2 ARM Cortex-A73 1.8 GHz) y (x6 ARM Cortex-A531.6 GHz) | Malí-G71 MP2 | 2 GB / 3 GB | 5 MP           | 8 MP           | 1080p HD a 30 fps  | 32 GB/ 64 GB/ 128 GB   | microSD (hasta 512 GB) | 245,2 mm (9,7 plg) | 149,4 mm (5,9 plg) | 7,5 mm (0,3 plg) | 465 g (1 lb)   | 6150 mAh |
| Galaxy Tab A 8 (2019)    | SM-T290 (Wi-Fi); SM-T295 (WiFi+4G) | Android 9.0 actualizable a Android 11.0 | 1 de julio de 2019   | LTE 700/800/850/900/1700/1800/1900/2100/2300/2500/2600 HSPA+ 850/900/1700/1900/2100 BORDE/GPRS 850/900/1800/1900 | 1280 × 800 TFT  | Qualcomm Snapdragon 429 de cuatro núcleos (x6 ARM Cortex-A53 )                 | Adreno 504   | 2 GB        | 2 MP           | 8 MP           | 1080p HD a 30 fps  | 32 GB                  | microSD (hasta 512 GB) | 210 mm (8,3 plg)   | 124,4 mm (4,9 plg) | 8 mm (0,3 plg)   | 345 g (0,8 lb) | 5100 mAh |

### Galaxy Tab

#### Galaxy Tab (2010-2011)
| Nombre              | Número de modelo                                 | Sistema operativo                                              | Fecha de lanzamiento    | Red                                                           | Pantalla                     | CPU                                                                                     | GPU                    | RAM    | Cámara frontal    | Cámara principal      | Grabación de video    | Almacenamiento interno | Almacenamiento externo | Altura              | Ancho              | Grosor            | Peso           | Batería  |
| ------------------- | ------------------------------------------------ | -------------------------------------------------------------- | ----------------------- | ------------------------------------------------------------- | ---------------------------- | --------------------------------------------------------------------------------------- | ---------------------- | ------ | ----------------- | --------------------- | --------------------- | ---------------------- | ---------------------- | ------------------- | ------------------ | ----------------- | -------------- | -------- |
| Galaxy Tab          | GT-P1010 (WiFi) GT-P1000 (3G) SCH-I800 (Verizon) | Android 2.2.1 Froyo, actualizable a 2.3.6 Gingerbread          | 5 de noviembre de 2010  | HSPA+ 21 Mbit/s 850/900/1900/2100                             | 1024 × 600 TFT               | Samsung Exynos 3110 1 GHz                                                               | PowerVR SGX540         | 512 MB | 1.3 MP            | 3 MP AF con flash LED | 720p HD a 30 fps      | 2 GB (CDMA), 16/32 GB  | microSD (hasta 32 GB)  | 189,9 mm (7,5 plg)  | 120,4 mm (4,7 plg) | 11,9 mm (0,5 plg) | 385 g (0,8 lb) | 4000 mAh |
| Galaxy Tab 10.1     | GT-P7510 (WiFi) GT-P7500 (3G) SCH-I905 (Verizon) | Android 3.2 Honeycomb, actualizable a 4.0.4 Ice Cream Sandwich | 8 de junio de 2011      | HSPA+ 21 Mbit/s 850/900/1900/2100 EDGE/GPRS 850/900/1800/1900 | 1280 × 800 PLS               | Nvidia Tegra 2 dual-core 1 GHz Qualcomm Snapdragon S3 APQ8060 dual-core 1.5 GHz(Docomo) | ULP GeForce Adreno 220 | 1 GB   | 2 MP              | 3 MP AF con flash LED | 720p HD a 24fps       | 16/32/64 GB            | microSD (hasta 32 GB)  | 256,2 mm (10,1 plg) | 172,9 mm (6,8 plg) | 8,6 mm (0,3 plg)  | 565 g (1,2 lb) | 7000 mAh |
| Galaxy Tab 10.1v    | GT-P7100                                         | Android 3.2 Honeycomb                                          | 4 de mayo de 2011       | HSPA+ 21 Mbit/s 850/900/1900/2100 EDGE/GPRS 850/900/1800/1900 | 1280 × 800 TFT               | Nvidia Tegra 2 dual-core 1 GHz                                                          | ULP GeForce            | 1 GB   | 2 MP enfoque fijo | 8 MP AF con flash LED | 1080p full HD a 24fps | 16/32 GB               | microSD (hasta 32 GB)  | 246,2 mm (9,7 plg)  | 170,4 mm (6,7 plg) | 10,9 mm (0,4 plg) | 599 g (1,3 lb) | 6540 mAh |
| Galaxy Tab 8.9      | GT-P7310 (WiFi) GT-P7300 (3G) SGH-I957 (ATyT)    | Android 3.2 Honeycomb, actualizable a 4.0.4 Ice Cream Sandwich | 2 de octubre de 2011    | HSPA+ 21 Mbit/s 850/900/1900/2100 EDGE/GPRS 850/900/1800/1900 | 1280 × 800 TFT               | Nvidia Tegra 2 dual-core 1 GHz                                                          | ULP GeForce            | 1 GB   | 2 MP              | 3 MP AF con flash LED | 720p HD a 30 fps      | 16/32 GB               | microSD (hasta 32 GB)  | 230,9 mm (9,1 plg)  | 157,8 mm (6,2 plg) | 8,6 mm (0,3 plg)  | 470 g (1 lb)   | 6100 mAh |
| Galaxy Tab 7.0 Plus | GT-P6210 (WiFi) GT-P6200 (3G)                    | Android 3.2 Honeycomb, actualizable a 4.1.2 Jelly Bean         | 13 de noviembre de 2011 | HSPA+ 21 Mbit/s 850/900/1900/2100                             | 1024 × 600 PLS               | Samsung Exynos 4210 1.2 GHz                                                             | Mali-400 MP4           | 1 GB   | 2 MP              | 3 MP AF con flash LED | 720p HD a 30 fps      | 2 GB (CDMA), 16/32 GB  | microSD (hasta 32 GB)  | 193,6 mm (7,6 plg)  | 122,4 mm (4,8 plg) | 9,9 mm (0,4 plg)  | 345 g (0,8 lb) | 4000 mAh |
| Galaxy Tab 7.7      | GT-P6810 (WiFi) GT-P6800 (3G) SCH-I815 (Verizon) | Android 3.2 Honeycomb, actualizable a 4.1.2 Jelly Bean         | 1 de marzo de 2012      | HSPA+ 21 Mbit/s 850/900/1900/2100 or Verizon 4G LTE (US)      | 1280 × 800 Super AMOLED Plus | Samsung Exynos 4210 1.4 GHz                                                             | Mali-400 MP4           | 1 GB   | 2 MP              | 3 MP AF con flash LED | 720p HD a 30 fps      | 16/32/64 GB            | microSD (hasta 32 GB)  | 196,7 mm (7,7 plg)  | 133 mm (5,2 plg)   | 7,9 mm (0,3 plg)  | 340 g (0,7 lb) | 5100 mAh |

#### Galaxy Tab 2 (2012)
| Nombre            | Número de modelo                                                             | Sistema operativo                                                         | Fecha de lanzamiento | Red                              | Pantalla       | CPU                                        | GPU            | RAM  | Cámara frontal            | Cámara trasera | Grabación de vídeo | Almacenamiento interno | Almacenamiento externo | Altura              | Ancho              | Grosor            | Peso           | Batería  |
| ----------------- | ---------------------------------------------------------------------------- | ------------------------------------------------------------------------- | -------------------- | -------------------------------- | -------------- | ------------------------------------------ | -------------- | ---- | ------------------------- | -------------- | ------------------ | ---------------------- | ---------------------- | ------------------- | ------------------ | ----------------- | -------------- | -------- |
| Galaxy Tab 2 7.0  | GT-P3110 (Wi-Fi) GT-P3100 (3G) SCH-I705 (Verizon)                            | Android 4.0.4 Ice Cream Sandwich, actualizable a Android 4.2.2 Jelly Bean | 22 de abril de 2012  | HSPA+21 Mbit/s 850/900/1900/2100 | 1024 × 600 PLS | Texas Instruments OMAP4430 dual-core 1 GHz | PowerVR SGX540 | 1 GB | 0.3 MP (VGA) enfoque fijo | 3 MP foco fijo | 720p HD a 30 fps   | 16/8/32 GB             | microSD (hasta 32 GB)  | 193,7 mm (7,6 plg)  | 122,4 mm (4,8 plg) | 10,5 mm (0,4 plg) | 344 g (0,8 lb) | 4000 mAh |
| Galaxy Tab 2 10.1 | GT-P5110 (WiFi) UE GT-P5113 (Wi-Fi) EE. UU. GT-P5100 (3G) SCH-I915 (Verizon) | Android 4.0.4 Ice Cream Sandwich, actualizable a Android 4.2.2 Jelly Bean | 13 de mayo de 2012   | HSPA+21 Mbit/s 850/900/1900/2100 | 1280 × 800 PLS | Texas Instruments OMAP4430 dual-core 1 GHz | PowerVR SGX540 | 1 GB | 0.3 MP (VGA) enfoque fijo | 3 MP foco fijo | 720p HD a 30 fps   | 16/32 GB               | microSD (hasta 32 GB)  | 256,7 mm (10,1 plg) | 175,3 mm (6,9 plg) | 9,7 mm (0,4 plg)  | 581 g (1,3 lb) | 7000 mAh |

#### Galaxy Tab 3 (2013)
| Nombre            | Número de modelo                             | Sistema operativo                                    | Fecha de lanzamiento | Red | Pantalla       | CPU                                   | GPU               | RAM    | Cámara frontal | Cámara trasera | Grabación de vídeo | Almacenamiento interno | Almacenamiento externo | Altura             | Ancho              | Grosor            | Peso           | Batería  |
| ----------------- | -------------------------------------------- | ---------------------------------------------------- | -------------------- | --- | -------------- | ------------------------------------- | ----------------- | ------ | -------------- | -------------- | ------------------ | ---------------------- | ---------------------- | ------------------ | ------------------ | ----------------- | -------------- | -------- |
| Galaxy Tab 3 7.0  | SM-T210 (Wi-Fi) SM-T211 (3G) SM-T215 (4G)    | Android 4.1.2 Jellybean actualizable a Android 4.4.2 | 7 de julio de 2013   | LTE banda 3 (1800), 7 (2600) HSPA+21 Mbit/s 850/900/1900/2100 BORDE/GPRS 850/900/1800/1900              | 1024 × 600 TFT | PXA986 dual-core 1.2 GHz              | PowerVR SGX540    | 1 GB   | 1.3 MP         | 3.15 MP        | 720p HD a 30 fps   | 8/16 GB                | microSD (hasta 64 GB)  | 188 mm (7,4 plg)   | 111,1 mm (4,4 plg) | 9,9 mm (0,4 plg)  | 302 g (0,7 lb) | 4000 mAh |
| Galaxy Tab 3 8.0  | SM-T310 (Wi-Fi) SM-T311 (3G) SM-T315 (4G)    | Android 4.1.2 Jellybean actualizable a Android 4.4.2 | 7 de julio de 2013   | LTE 100 Mbit/s 800/850/900/1800/2100/2600 HSPA+21 Mbit/s 850/900/1900/2100 BORDE/GPRS 850/900/1800/1900 | 1280 × 800 TFT | Samsung Exynos 4212 dual-core 1.5 GHz | Malí-400MP        | 1.5 GB | 1.3 MP         | 5 MP AF        | 720p HD a 30 fps   | 16/32 GB               | microSD (hasta 64 GB)  | 209,8 mm (8,3 plg) | 123,8 mm (4,9 plg) | 7,4 mm (0,3 plg)  | 314 g (0,7 lb) | 4450 mAh |
| Galaxy Tab 3 10.1 | GT-P5210 (Wi-Fi) GT-P5200 (3G) GT-P5220 (4G) | Android 4.1.2 Jellybean actualizable a Android 4.4.2 | 7 de julio de 2013   | LTE 100 Mbit/s 800/850/900/1800/2100/2600 HSPA+42 Mbit/s 850/900/1900/2100 BORDE/GPRS 850/900/1800/1900 | 1280 × 800 TFT | Intel Atom Z2560 dual-core 1.6 GHz    | PowerVR SGX544MP2 | 1 GB   | 1.3 MP         | 3 MP           | 720p HD a 30 fps   | 16/32 GB               | microSD (hasta 64 GB)  | 243,1 mm (9,6 plg) | 176,1 mm (6,9 plg) | 7,95 mm (0,3 plg) | 510 g (1,1 lb) | 6800 mAh |

#### Galaxy Tab 4 (2014)
| Nombre            | Número de modelo                          | Sistema operativo                                                                      | Fecha de lanzamiento | Red                               | Pantalla       | CPU                                                 | GPU        | RAM    | Cámara frontal | Cámara trasera | Grabación de vídeo | Almacenamiento interno | Almacenamiento externo | Altura             | Ancho              | Grosor         | Peso           | Batería  |
| ----------------- | ----------------------------------------- | -------------------------------------------------------------------------------------- | -------------------- | --------------------------------- | -------------- | --------------------------------------------------- | ---------- | ------ | -------------- | -------------- | ------------------ | ---------------------- | ---------------------- | ------------------ | ------------------ | -------------- | -------------- | -------- |
| Galaxy Tab 4 7.0  | SM-T230 (Wi-Fi) SM-T231 (3G) SM-T235 (4G) | Android 4.4.2 KitKat, actualizable a Android 5.0.2 (solo el modelo Verizon – SM-T337V) | 1 de abril de 2014   | LTE 150 Mbit/s 900/1800/2100/2600 | 1280 × 800 TFT | Marvell PXA1088 Cortex-A7 quad-core 1.2 GHz         | GC1000     | 1.5 GB | 1,3 MP         | 3 MP           | 720p HD a 30 fps   | 8/16 GB                | microSD (hasta 64 GB)  | 186,9 mm (7,4 plg) | 107,9 mm (4,2 plg) | 8 mm (0,3 plg) | 276 g (0,6 lb) | 4000 mAh |
| Galaxy Tab 4 8.0  | SM-T330 (Wi-Fi) SM-T331 (3G) SM-T335 (4G) | Android 4.4.2 KitKat, actualizable a Android 5.1.1 Lollipop                            | 1 de abril de 2014   | LTE 150 Mbit/s 900/1800/2100/2600 | 1280 × 800 TFT | Qualcomm Snapdragon 400 Cortex-A7 quad-core 1.2 GHz | Adreno 305 | 1.5 GB | 1,3 MP         | 3 MP           | 720p HD a 30 fps   | 16/32 GB               | microSD (hasta 64 GB)  | 210 mm (8,3 plg)   | 124 mm (4,9 plg)   | 8 mm (0,3 plg) | 320 g (0,7 lb) | 4450 mAh |
| Galaxy Tab 4 10.1 | SM-T530 (Wi-Fi) SM-T531 (3G) SM-T535 (4G) | Android 4.4.2 KitKat, actualizable a Android 5.1.1 Lollipop                            | 1 de abril de 2014   | LTE 150 Mbit/s 900/1800/2100/2600 | 1280 × 800 TFT | Qualcomm Snapdragon 400 Cortex-A7 quad-core 1.2 GHz | Adreno 305 | 1.5 GB | 1,3 MP         | 3 MP           | 720p HD a 30 fps   | 16/32 GB               | microSD (hasta 64 GB)  | 243,4 mm (9,6 plg) | 176,4 mm (6,9 plg) | 8 mm (0,3 plg) | 487 g (1,1 lb) | 6800 mAh |

### Galaxy Tab Pro
| Nombre              | Número de modelo                          | Sistema operativo                                         | Fecha de lanzamiento | Red                                                                                 | Pantalla                    | CPU | GPU                      | RAM  | Cámara frontal | Cámara trasera | Grabación de vídeo | Almacenamiento interno | Almacenamiento externo | Altura             | Ancho              | Grosor           | Peso           | Batería  |
| ------------------- | ----------------------------------------- | --------------------------------------------------------- | -------------------- | ----------------------------------------------------------------------------------- | --------------------------- | --- | ------------------------ | ---- | -------------- | -------------- | ------------------ | ---------------------- | ---------------------- | ------------------ | ------------------ | ---------------- | -------------- | -------- |
| Galaxy Tab Pro 8.4  | SM-T320 (Wi-Fi) SM-T321 (3G) SM-T325 (4G) | Android 4.4 KitKat, actualizable a Android 5.1.1 Lollipop | 6 de enero de 2014   | LTE 800/850/900/1800/2100/2600 HSPA+ 850/900/1900/2100 BORDE/GPRS 850/900/1800/1900 | 2560 × 1600 Super Clear LCD | ARM Cortex-A15 quad-core 1.9 GHz y ARM Cortex-A7 quad-core 1.3 GHz o Qualcomm Snapdragon 800 quad-core 2.3 GHz | Malí-T628 MP6 Adreno 330 | 2 GB | 2 MP           | 8 MP           | 1080p HD a 30 fps  | 16/32 GB               | microSD (hasta 64 GB)  | 219 mm (8,6 plg)   | 128,5 mm (5,1 plg) | 7,2 mm (0,3 plg) | 338 g (0,7 lb) | 4800 mAh |
| Galaxy Tab Pro 10.1 | SM-T520 (Wi-Fi) SM-T525 (3G)              | Android 4.4 KitKat, actualizable a Android 5.1.1 Lollipop | 6 de enero de 2014   | LTE 800/850/900/1800/2100/2600 HSPA+ 850/900/1900/2100 BORDE/GPRS 850/900/1800/1900 | 2560 × 1600 Super Clear LCD | ARM Cortex-A15 quad-core 1.9 GHz y ARM Cortex-A7 quad-core 1.3 GHz o Qualcomm Snapdragon 800 quad-core 2.3 GHz | Malí-T628 MP6 Adreno 330 | 2 GB | 2 MP           | 8 MP           | 1080p HD a 30 fps  | 16/32 GB               | microSD (hasta 64 GB)  | 243,1 mm (9,6 plg) | 171,4 mm (6,7 plg) | 7,2 mm (0,3 plg) | 469 g (1 lb)   | 8220 mAh |